# Abbaye de Bonnefontaine
Pour les articles homonymes, voir Bonnefontaine.
L’abbaye de Bonnefontaine est une ancienne abbaye cistercienne située sur la commune de Blanchefosse-et-Bay (Ardennes).
Son architecture est décrite dans l'article Abbatiale de Blanchefosse.

## Historique
L'abbaye a été fondée en 1152,, grâce à un don du seigneur de Rumigny, de retour de la deuxième croisade, à saint Bernard, abbé de Clairvaux et de Notre-Dame de Signy, qui avait prêché cette croisade, et qui était également le promoteur de l'ordre cistercien. Deux autres seigneurs ainsi que l'abbaye de Signy accordèrent des arpents de terre à cette nouvelle communauté religieuse où s'installèrent douze religieux. La fondation est consignée sur parchemin dans la 14e année du pontificat de Samson de Mauvoisin, archevêque de Reims. Elle a été abandonnée par les moines en 1790 : à la suite de la Révolution française, la constitution civile du clergé mise en place remet en cause un des principes des ordres religieux et congrégations, en considérant les vœux perpétuels comme une atteinte à la liberté de l'homme, et impose une nouvelle organisation de l'église catholique, qui est refusée par la plupart des communautés monastiques en Ardennes. Vendue comme bien national, elle est ensuite l'objet de destructions. En 1926, seule la partie la plus ancienne de l'église ou abbatiale de Blanchefosse, est inscrite sur l'inventaire des monuments historiques. Cette abbatiale, en ruine, est la partie la plus ancienne, datant des origines de Cîteaux. Les autres bâtiments sont de la fin du XVIIe siècle, et de style classique, mêlant dans leurs constructions la brique et la pierre.
Cet article court présente un sujet plus développé dans : Abbatiale de Blanchefosse.

## Filiation et dépendances
Bonnefontaine est fille de l'Abbaye Notre-Dame de Signy.

## Droit de patronage
Cette abbaye avait la possibilité de présenter à l'évêque, pour qu'il l'ordonne, un desservant pour l'église Saint-Martin de Cuiry-lès-Iviers et avait le droit d'y lever la dîme.